# 뮤추얼 스트리트 아레나
뮤추얼 스트리트 아레나(영어: Mutual Street Arena) 캐나다 온타리오주 토론토에 위치한 실내 경기장이다. 과거 NHL 토론토 아레나즈, 토론토 세인트 패트릭스, 토론토 메이플리프스 그리고 NHA 토론토 블루셔츠, 토론토 티컴세스, 토론토 온타리오스, 토론토 섐록스, 토론토 투헌드레드투웬티 에잇 바탈리온의 홈경기장으로 사용했다.

## 같이 보기
- 메이플 리프 가든스
- 스코샤뱅크 아레나